# Jesús Gómez (athlétisme)
Pour les articles homonymes, voir Jesús Gómez et Gómez.
Jesus Gómez Santiago, né le 24 avril 1991 à Burgos, est un athlète espagnol, spécialiste du demi-fond.

## Palmarès
| Date | Compétition                    | Lieu    | Résultat | Épreuve | Temps         |
| ---- | ------------------------------ | ------- | -------- | ------- | ------------- |
| 2019 | Championnats d'Europe en salle | Glasgow | 3e       | 1 500 m | 3 min 44 s 39 |
| 2021 | Championnats d'Europe en salle | Toruń   | 3e       | 1 500 m | 3 min 38 s 47 |

## Records
| Épreuve      | Épreuve   | Temps         | Lieu     | Date            |
| ------------ | --------- | ------------- | -------- | --------------- |
| 800 mètres   | Plein air | 1 min 45 s 67 | Madrid   | 14 juillet 2017 |
| 800 mètres   | En salle  | 1 min 47 s 93 | Sabadell | 6 février 2019  |
| 1 500 mètres | Plein air | 3 min 33 s 07 | Monaco   | 14 août 2020    |
| 1 500 mètres | En salle  | 3 min 36 s 68 | Liévin   | 19 février 2020 |